# Szerszámgépipari Művek
A Szerszámgépipari Művek (rövidítve: SZIM) állami nagyvállalat volt nyolc gyárral és egy fejlesztő intézettel. 1963-ban alakult meg. A nagyvállalat vezérigazgatósága Budapesten működött. 1991-ben szűnt meg.

## Története
A Szerszámgépipari Műveket 1963. július 1-én hozták létre több szerszámgépipari vállalat összevonásával. Az összevonásra gazdaságpolitikai határozatok alapján került sor. a nagyvállalat profilja szerszámgépek és szerszámgéptartozékok gyártása és fejlesztése volt. Termékeinek jelentős része a kezdettől fogva exportra került. 1980-tól termelése túlnyomó részét CNC szerszámgépek képezték.
1988 végén a Szerszámgépipari Művek egyes gyárait önálló társaságokká szervezték, és a korábbi kereskedelmi igazgatóság munkatársaiból 1989. február 1-jétől létrehozták a SZIMKER Rt.-t. Az állami nagyvállalat 1990-ben holdinggá alakult át.
A Szerszámgépipari Művek 1991-ben szűnt meg. Akkor a még meglévő gyáregységeit privatizálták : gyáregységei önálló kereskedelmi társaságokká (részvénytársaságok) alakultak.

## Gyáregységei
- Esztergagépgyár
- Budapesti Köszörűgépgyár
- Kőbányai Gyár
- Esztergomi Marógépgyár
- Székesfehérvári Köszörűgépgyár
- Kecskeméti Gyár
- Győri Célgépgyár
- Karcagi Gyár
- Szerszámgépipari Művek Fejlesztő Intézete (SZIMFI)